# Michelle Maylene
Michelle Paula Beique, connue sous le nom de scène Michelle Maylene et née le 20 janvier 1987  à Edwards, en Californie, est une actrice américaine de films pornographiques.

## Biographie

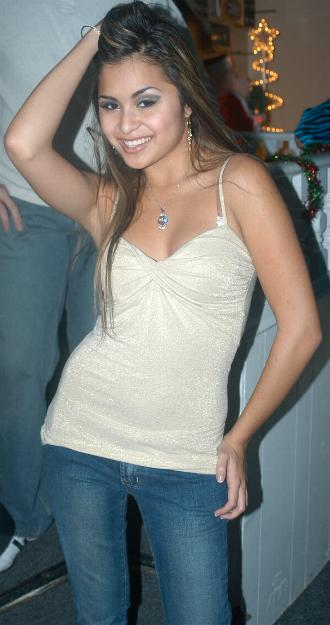
Michelle Maylene at LA Direct Model's Party 3.

Fille d'un père français et d'une mère filipino-hawaïenne, Michelle a étudié à la Desert High School sortie Major de promo en 2005 et démarré une carrière d'actrice dans le cinéma pornographique dès ses 18 ans.
Après six années, plus de cinquante films et deux nominations aux AVN Award, Michelle Maylene cesse de jouer dans des scènes pornographiques et n'apparait plus que dans des productions érotiques et comiques depuis 2011.

## Filmographie sélective
Films et séries érotiques
- 2006 : Sex Games Vegas - épisode Phone Tag (premier film érotique) : Lorna
- 2007 - 2010 : Co-Ed Confidential (en) (série érotico-comique de quatre saisons et 52 épisodes, où Michelle Maylene est présente dans chaque épisode) : Karen
- 2012 : Sexy Assassins (téléfilm) : Serena
- 2013 : Hidden Treasures (téléfilm) : Elizabeth
- 2017 : Sexy Nurses (téléfilm) : Evangeline

Films pornographiques
- 2005 : Young Asian Cookies Dripping Cum 6 (premier film pornographique)
- 2011 : Superstar Showdown 6: Asa Akira vs. Katsuni (dernier film pornographique)
- 2015 : Cherry Spot 4

### Distinctions
Récompenses
Nominations
- 2005 : XRCO Award : Cream Dream
- 2007 : AVN Award : Best New Starlet
- 2008 : AVN Award : Best Crossover Star